# برن (سرزمین میانه)

برن (انگلیسی: Beren) انسانی از سرزمین میانه می‌باشد که در رشته افسانه‌های تالکین حضور داشت، قهرمانی که عشق او به یک الف به نام لوثین یکی از معروفترین و بزرگترین داستانهای دوران کهن است.

## تاریخچه
برن پسر باراهیر و املدیر می‌باشد. او انسانی از خاندان سلطنتی بئور از دورتونیون می‌باشد. نبرد داگور براگولاخ یا «نبرد شعله ناگهانی» در جوانی او اتفاق افتاد و باعث نابودی سرزمین او شد. برن جوان همراه با پدر و ده یار وفادار او در ارتفاعات دورتونیون زندگی می‌کردند و دوازده نفر از آنان کارهای شجاعانه بسیاری انجام دادند که یکی از آنها ناکام گذاشتن بزرگ مورگوت، ارباب تاریک آنگباند است. بعد از خیانت‌ها و کشته شدن یاغیان دورتونیون به دلیل خیانت‌هایی که گورلیم ناراحت انجام داده بود، برن سوگند یاد کرد انتقام پدرش را از مورگوت بگیرد، «اما شیون و زاری نکرد، زیرا قلبی سرد داشت». او حلقه باراهیر را از اورک‌ها باز پس گرفت و به عنوان یک یاغی به زندگی خود ادامه داد، آنچنانکه رشادت و شجاعت‌هایی که از خود نشان داده بود در تمام سرزمین‌های آزاد شهره خاص و عام شده بود. اما سرانجام مجبور شد سرزمین مادری اش و قبر پدرش که در کنار سائورون و داگورلوئین بود را رها کند. هنگامیکه از دوریات عبور می‌کرد به‌طور اتفاقی آواز خواندن و رقصیدن لوثین در طبیعت را دید و در آنجا بود که به عشق لوثین شاهزاده سینداری و دختر تینگول و ملیان دچار شد.

## در جستجویسیلماریل
تینگول با ازدواج لوثین و برن مخالفت می‌کرد. او این شرط را برای برن گذاشت که تنها زمانی می‌تواند با دخترش ازدواج کند که سیلماریلی را که بر روی تاج آهنین مورگوت قرار دارد برای او بیاورد. در ابتدا این کار غیرممکن می‌نمود، اما برن و لوثین با کمک و همراهی فین‌رود شاه نارگوتروند و هوآن سگ بزرگ (که هر دوی آنها به خاطر حفاظت از برن کشته شدند) و با انجام شجاعت‌ها و مخاطرات بسیار (که یکی از بزرگترین کارهای آنها شکست دادن سائورون قدرتمندترین سردار مورگوت بود) به انجام رسید و جستجوی سیلماریل به واقعیت پیوست. در نهایت آنها به آنگباند رسیدند و سیلماریل را دزدیدند، هر چند زمانی که قصد فرار از آنگباند را داشتند، گرگ بزرگ کارچاروت که شخصاً به دست مورگوت پرورش یافته بود، بیدار شد. برن از دادن جواهر سر باز زد و امیدوار بود که نور سیلماریل این هیولا را دور کند اما اشتباه می‌کرد. کارچاروت دست او را گاز گرفت و از جا کند و دست برن را با سیلماریل بلعید (از آن پس بود که برن ملقب به «ارخامیون» (Erchamion) یا «یک دست» شد) شدت سوزش سیلماریل به حدی بود که کارچاروت دیوانه وار به سمت فرمانروایی دوریات در حال حرکت بود. لوثین و برن بیهوش توسط عقاب‌های مانوه نجات پیدا کردند. برن در شکار کارچاروت شرکت کرد و آن هیولا را با سیلماریلی که درون شکمش بود از بین برد. جستجو به پایان رسیده بود اما برن هم به طرز وحشتناکی مجروح شده بود و رو به مرگ بود.
شدت عشق لوثین به برن آنقدر زیاد بود که به محض اینکه خبر مرگ برن به او رسید، او نیز بر روی زمین خوابید و از دنیا رفت. روح او به تالارهای ماندوس رفت. در آنجا او این اجازه را پیدا کرد که نزد ماندوس والار برود و از او یک درخواست بکند. هم برن و هم لوثین این اجازه را یافتند که عمری دوباره داشته باشند، اما هر دوی آنها به مرگ انسانی دچار می‌شدند و روحشان به آنطرف دیوارهای آردا به محلی ناشناخته می‌رفت.

## زندگی دوباره
برن و لوثین دوباره زنده شدند و در تال گالن در میانه رودخانه آدورانت در اوسیریاند زندگی کردند. در آنجا آنها از موجودات فانی دیگر جدا بودند؛ برن تنها در یک اتفاق در دوران اول دوباره شرکت کرد و آن زمانی بود که برای از بین بردن گروه دورف‌هایی که دوریات را نابود کرده و گردنبند ناگلامیر (که سیلماریل در آن جاسازی شده بود) را دزدیده بودند به دوریات رفت.
لوثین برای برن یک پسر به دنیا آورد، که دیور نامیده شد، به معنای «وارث تینگول»، و گفته می‌شود که یکی از زیباترین انسان‌هایی بوده که تا آن زمان قدم به آردا گذاشته‌است زیرا خون الف‌ها و آینور در بدن او جاری بود. خون برن و لوثین که نماینده ای از الداها و اداین بودند در تمام نوادگانشان به ارث رسید. سرانجام برن و لوثین با یکدیگر در تال گالن برای همیشه چشم از جهان فرو بستند. شمشیر برن داگمور نام دارد.

## ادامه نسل تا آراگورن
فرزندان و نوادگان برن و لوثین به دو دسته تقسیم شدند. یک انسانهایی با عمرهای دراز و دو، نیمه الف‌هایی با عمر فانی.
پس از گذشت دورانها، حدود ۶۰۰۰ سال بعد (عصر سوم خورشیدی) از نسل ان دو فقط یک اراگورن (از مردان کوهستانی) و آرون (یک‌نیمه الف) باقی ماند؛ که آنها نیز بعد از نابودی حکومت دومین ارباب تاریکی  سائورون  خادم مورگوت، با یکدیگر ازدواج کردند و نسل برن و لوثین ادامه یافت.